# Antônio Palma
Antônio Palma (São Joaquim, 2 de junho de 1891 — Florianópolis, 10 de novembro de 1970) foi um pecuarista e político brasileiro.

## Vida
Filho de Inácio Palma da Silva Matos e de Ismênia Pereira Machado.

## Carreira
Foi nomeado prefeito municipal de São Joaquim, de 1930 a 1931.
Foi deputado à Assembleia Legislativa de Santa Catarina na 3ª legislatura (1955 — 1959), eleito pela União Democrática Nacional (UDN).